# Melecta baeri
Melecta baeri är en biart som beskrevs av Radoszkowski 1865. Melecta baeri ingår i släktet sorgbin, och familjen långtungebin. Inga underarter finns listade i Catalogue of Life.